# Laurino
Laurino est une commune italienne de la province de Salerne, dans la région Campanie.
Laurino est une place très caractéristique et marquée par l’élément médiéval du Cilento. Le village est situé dans la province de Salerne, le territoire le plus au sud de la région Campanie.

## Géographie
De sa position sur une colline à 531 m d'altitude, Laurino contrôle les alentours.

## Histoire
La première mention historique du CASTELLUM DE LAURI remonte à l’année 932. Au XIIIe siècle, la population excédait les 3 500 habitants, répartis entre le lieu principal et cinq autres hameaux. Son déclin a débuté lors du conflit entre guelfes et gibelins, durant lequel Laurino a été détruit par des troupes de l’empereur Friedrich II. En raison d'une forte émigration en direction du nord de l’Italie et de l'Europe du nord, à la recherche d'emplois, la place aujourd'hui n’a plus que 1 900 habitants. Le nom de Laurino tient vraisemblablement à l'abondance d'arbres de laurier dans la végétation locale. Il vient du mot latin laurus ou de laurinus. Au-dessous de la colline coule la rivière Calore Lucano. Celle-ci provient d'une source sur le Monte Cervati et traverse les parcs naturels du Cilento et du Vallo di Diano. De nombreux bâtiments rappellent les temps passés, comme les vestiges du palais ducal, les fresques et les sculptures sur bois de l'église principale Santa Maria Maggiore, et les deux ponts médiévaux sur le fleuve Calore. 

## Culture
Dans les anciens temps, Laurino était connu  comme la « perle du Calore ». Aujourd'hui, la place se distingue par sa végétation naturelle et de multiples initiatives, comme le festival de jazz « Jazz a Laurino » qui a lieu en août.

## Administration
| Période                                  | Période | Identité | Étiquette | Qualité |
| ---------------------------------------- | ------- | -------- | --------- | ------- |
|                                          |         |          |           |         |
| Les données manquantes sont à compléter. |         |          |           |         |

### Hameaux
Pruno, Villa Littorio.

### Communes limitrophes
Bellosguardo, Campora, Felitto, Magliano Vetere, Novi Velia, Piaggine, Rofrano, Roscigno, Sacco, Stio, Valle dell'Angelo.